# San Giacomo di Rialto
San Giacomo di Rialto (talijanski: Chiesa di San Giacomo di Rialto) zvana San Giacometto, je crkva u Veneciji, u sestieru San Polo pored mosta Rialto na malom istoimenom trgu (Campo San Giacomo di Rialto) koji je glavna tržnica Venecije.

## Povijest
Po lokalnoj venecijanskoj predaji to je najstarija crkva u Veneciji, koju je 421. sagradio stolar po imenu Candioto ili Eutinopo, i posvetio svecu da ih štiti od požara. Novije studije pokazale su da je crkva podignuta mnogo kasnije, tako postoji dokument iz 1097. (donacija Oria) u kojem se govori o zemljištu kod Rialta, ali se ne spominje nikakva crkva. Prvi dokument u kom se spominje crkva, je iz svibnja 1152., u njemu na latinskom piše Henricum Navigaiosum plebanum Johaninis sancti et sancti Jacobi de Rivoalto.
Povijest ove crkve usko je povezana s nastankom venecijanske tržnice, koja se počela oblikovati u 12. stoljeću. Na vanjskom zidu apside crkve stoji natpis iz 12. stoljeća koji poziva trgovce na tržnici na poštenje.
San Giacomo di Rialto je 1513. ostao pošteđen za velikog požara koji je uništio susjedne zgrade i odmah je te iste godine restauriran. Po naredbi dužda Marina Grimanija je 1601. podignut crkveni pod da bi se izbjegle poplave za venecijanskih visokih voda (acqua alta).
San Giacomo di Rialto je dimenzijama mala crkva, s neobičnim zvonikom, gotičkim portikom (jedinim takvim u cijelom gradu) i velikim satom iz 15. stoljeća, koji je restauriran u 18. stoljeću i 20. stoljeću, koji dobro dođe lokalnim trgovcima. Tlocrno je to crkva grčkog križa s kupolom na sjecištu brodova.

## Vanjske poveznice
- Chiesa di San Giacomo di Rialto o Giacometto  Arhivirana inačica izvorne stranice od 17. kolovoza 2011. (Wayback Machine) (tal.)